# 釘調整
釘調整（くぎちょうせい）とは、パチンコ玉の流れを制御するためにパチンコ台の盤面に打ち込まれている釘や風車の角度等を、ハンマー等で叩くことで調整すること。
パチンコ台で重要な、スタートチャッカー（ここをパチンコ玉が通過することで、フィーバー機なら大当たり抽選の開始、羽根モノなら役物への入賞ルートにある障害物の開閉開始の契機となる）・アタッカー（フィーバー機において大当たり時のみに開く入賞口）などへ流れる玉の数を増減させ、最終的な出玉を増減させるために行われる。
釘調整を専門に行う人間は俗に「釘師（くぎし）」と呼ばれ、『釘師サブやん』（ビッグ錠）といった漫画の題材となったこともあるほか、近年では釘師養成のための学校も存在する。

## 釘調整の目的

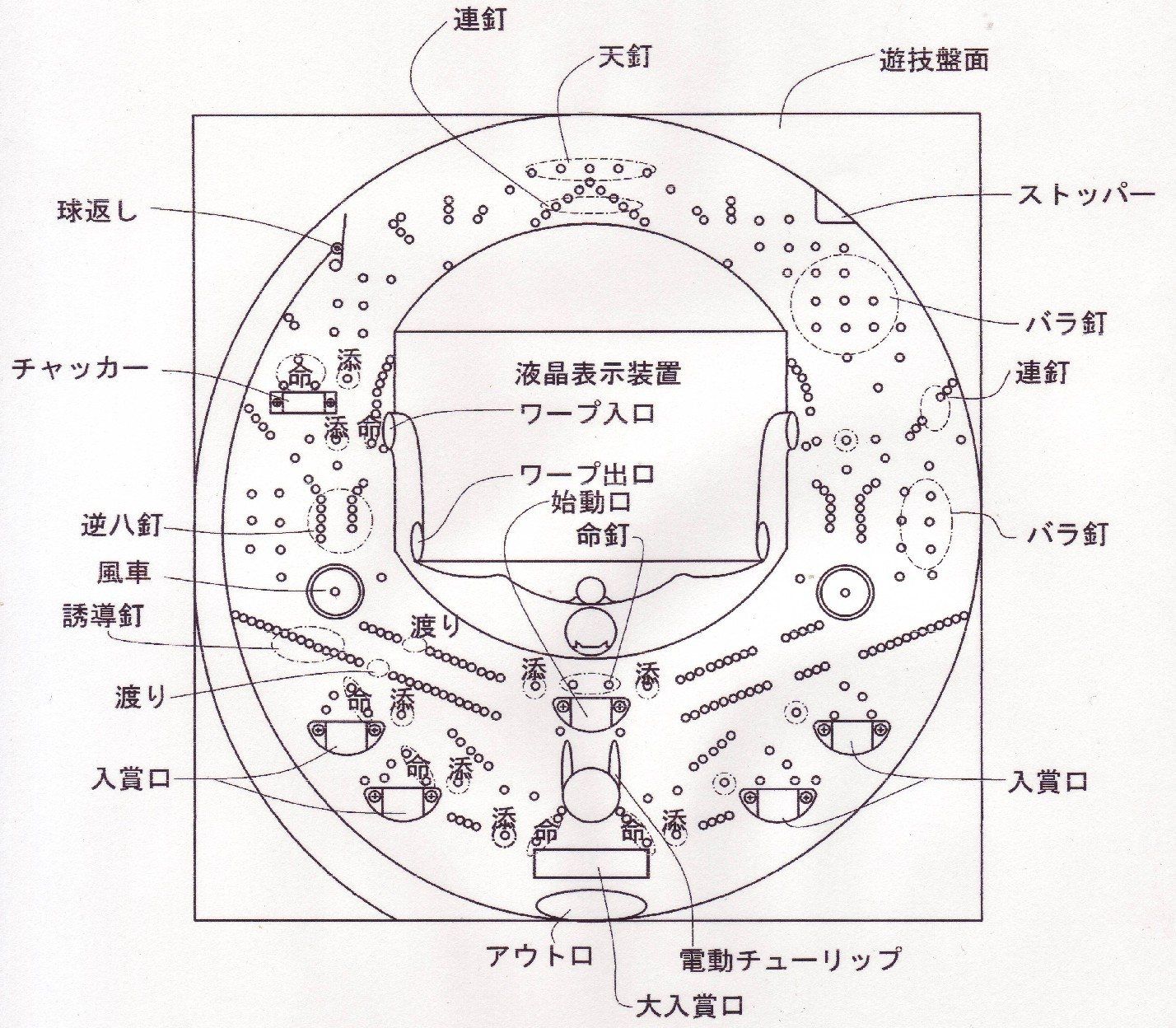
遊技機の盤面
（現在の盤面は液晶画面の大型化や役物の搭載により、このような形の台はほぼない）

パチンコ店は営業終了後から開店までの間に遊技客と店舗の利益の調和を目的にパチンコ台の遊技盤面に植設された障害釘の間隔を拡大又は縮小したりする調整を行う。障害釘は一般的に遊技釘又は単に釘と呼ばれる。

### 遊技球と障害釘と遊技盤
パチンコは遊技客が発射ハンドルを操作して遊技球を盤面上にはじき出し、はじき出された玉は流下する途中で障害釘や風車その他の装飾類に衝突や接触を繰り返し、その衝突や接触の反動で始動口や賞球口に入賞することを可能としている。

#### 遊技球
遊技球はパチンコ遊技に使われる玉、鉄製で直径が11mm、重さ5.4グラム以上5.7グラム以下に規定されており、規定に沿った玉が使われている。

#### 障害釘
釘は真鍮製、全長は35mmで釘笠部1mm、釘尖端部3mm、本体胴部23mm、螺旋胴部8mmからなる（遊技機メーカーによって違いあり）。
釘胴径1.7mmから2mm（遊技機メーカーで違い有り）。尖端部と本体胴部の間にねじり状態の螺旋部が有り、これによって遊技球が釘に激突しても衝撃で簡単に緩んだり抜けたりすることは無い。
風車に使われている釘も真鍮製だが障害釘とは異なり全長33mmである。こちらには螺旋部が無く、尖端は通常の鉄釘と同じ形容をしている。

#### 遊技盤
遊技盤は製造された時代やメーカーによって異なるものの、おおよそ縦横45cmから50cmの巾で厚さ20mmのベニア合板に障害釘を植設したもので、遊技盤面の中央には役物といわれ、ある種の条件を満たすことで作動する大入賞装置が備えられていたり、図柄表示装置が備えられていたりする。又中央役物、図柄表示装置の周辺には入賞口や、大入賞口、ひかりものや機種のキャラクターなどが配設されていて、遊技客の興趣を増大させる工夫がなされている。
遊技盤面の呼びかたはメーカーによって様々だが、通称「セル」「ベニア」「板」などと呼ばれ、遊技盤などと正式名称を呼ぶことは少ない。
釘はこの遊技盤面に遊技釘の尖端から17mm打込んであり、釘笠部1mmを加えて18mmが盤面上に突出している。
障害釘は機種によって様々だが、おおよそ150本から350本が1枚の遊技盤に植設されている（一般的に無駄な釘は1本も無いと言われているが無駄な釘も存在している）。

### 配列釘の呼称
遊技板面に植設された障害釘はその目的によっていくつかのグループに分けられており、そのグループ名によって場所が特定される。

#### 天釘（てんくぎ）
遊技板面の最上段に植設された釘で3本から7本位まで横一列に並んでいる（2000年頃までは天4本と呼ばれ4本釘が常だった）。
一般的に遊技板面にはじき出された遊技球が最初に激突する釘である。

#### 連釘（れんくぎ）
釘が連なって植設されている状態を指し、遊技球を目的の場所へ導くための誘導釘であったり、役物を遊技球の激突による破損から守るための壁釘であったり、次のような種類がある。
ヨロイ釘、ハカマ釘、逆はかま釘、誘導釘、篭釘などあるが、地方や店舗によって呼びかたが異なることもある。

#### バラ釘
1本1本の釘の間を遊技球が抜けていくだけの間隔がある独立した釘で、良く見ると横1列にきれいに並んでいたり正6角形に近い状態に配列されていたりする。

#### 命釘（いのちくぎ）
入賞口やワープ入り口、通過チャッカー近傍に植設された2本か3本の釘で、遊技球の通過を制限しなくてはならない場所に植設されている。

#### 添え釘
命釘近傍に植設された1本の釘で、この釘の上げ下げ左右への振り調整で入賞が大きく左右される場合がある（ジャンプ釘と呼称されることもある）

### 釘曲げ用具
釘調整には様々な用具や支援装置があり、先端を知る釘調整者の技術は0.01mm間隔の精確な調整能力がある。0.03mmから0.04mmの間隔調整が図柄表示装置の始動回数0.1回分に相当し、0.1回分の始動回数の違いが店舗と遊技客の利益の調和に大きく影響している。

#### ハンマー
釘間隔の拡大縮小に最も多用される用具のひとつ。鉄製、真鍮製、ステンレス製のハンマーがある。釘調整者でハンマーに拘る人は多く、理由は釘を叩いた時の音、釘を叩いた時に釘笠にできる傷、ハンマーの重さ、柄の持ち具合等様々である。鉄製ハンマーは音は良いが釘笠に傷を付けやすい。真鍮ハンマーは釘に優しいがハンマーに凹凸ができやすく手入れに時間がかかる。ステンレスハンマーは音で鉄製に負けるが凹凸は真鍮ほどできないので手入れも簡単。
音で遊技釘が緩んでないか、確実に曲がったかなどの判断も行うため釘を叩く時の音は大切である。音で釘調整者の技量まで見抜いてしまうような不確実な習慣も存在する。

#### 調整棒
一見ドライバー風に見えるためにドライバーと呼ぶ人もいるが、棒の先端が二股に割れており間に釘を挿入して釘を曲げるために用いる。

#### 釘鋏（くぎばさみ）
釘を挟んで曲げる用具で、まるでペリカンの口ばしの様に平たく長い。遊技盤に植設された釘を正面から挟んでも釘笠を傷める事が無いように、釘笠が当たる位置には溝が切ってある。

### 釘間計測用具
1980年（昭和55年）に三共のフィーバー機が登場してからも、1985年頃まではゲージ棒1本にハンマーか調整棒1本を持って釘調整がなされていた。しかしコンピュータの発展と共に遊技機から多様な情報が得られるようになり、伴って釘調整も多様化し、ゲージ棒1本で調整するなどということは無くなった。

#### ゲージ棒

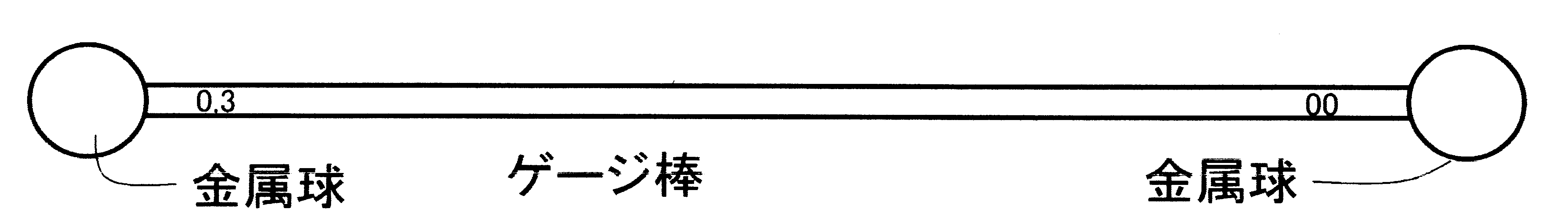
ゲージ棒

遊技機の登場と共に存在した釘間計測用具で、長さ12 - 13cm、太さ直径3mm程度（用具メーカーによって様々）の金属製棒の両端に釘間を計測する金属球を取付けた用具で、パチンコ球と同じ直径11mmを基準に0.01mm単位で大きさの違う金属球が付いている。遊技板面に接面させて簡便に使えるが、弱点は定点計測ができないことで、金属球の大きさに合わせて計測する釘の位置がずれてしまう。テレビのパチンコ・パチスロ番組等で釘の解説に使用されることも多いため、一般のパチンコファンにも比較的なじみのある道具である。

#### 板ゲージ

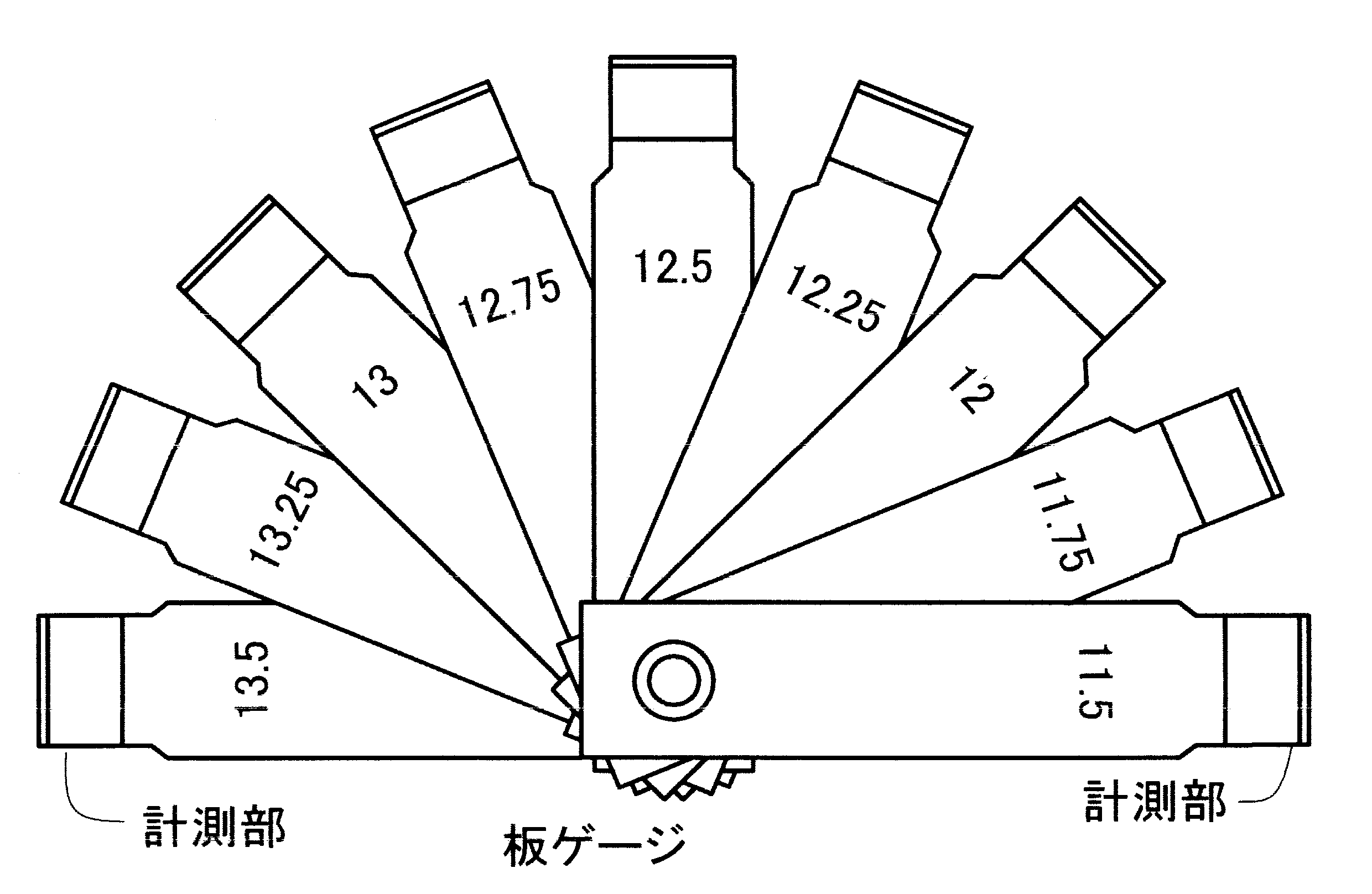
板ゲージ概観

フィーバー機の登場で、パチンコ遊技の殆どが大当りを求める確率のゲームに移行したため、1分間にあるいは千円の貸玉料金で何回図柄表示装置を始動させるか（いわゆるボーダーライン理論）など細かい配慮が必要になり、時として釘間を大きく開けることが要求されるようになった。ゲージ棒で対応した大きさが販売されないため、障害釘の釘笠の裏に接面させて使う板ゲージが出現した。
板ゲージは11mmから17mm程度まで巾の違う板が数十枚あって、始動回数に合わせて板を選択して使うが、弱点は極めて大雑把な調整しかできないことである。
使い方は釘笠の裏に板ゲージを差込み上下させて使用し、その時に発生する微妙な動作抵抗の変化を感じ取って調整するため、人によって動作抵抗変化の感じ取りかたが様々といった難しさが有る。

#### デジタルゲージ
1989年（平成元年）にデジタルゲージが考案されて、より精確な釘間測定が可能になった。数社から販売されたが、必要性を認識しない人が多く普及は進んでいない。デジタルゲージは釘の定点測定を可能としたため、0.03 - 0.04mmが始動回数0.1回の違いに相当することが明らかになった（機種によって違いがある）
多様なデジタルゲージをそれぞれ使ってみると、個々に長所短所が見え隠れする。あるメーカーのデジタルゲージは正確だがあまりにも重すぎるのと高価過ぎる。あるものは手ごろの価格だが機種によっては装飾類が邪魔して使用不可又、あるものは持ち易いが柄の部分がパチンコ機の上皿に当たって気が付かないと不正確な数字を取得するなど様々である。

### 角度ゲージ
2000年（平成12年）頃からにわかに植設された釘の角度が重要視されるようになり、様々な用具メーカーから角度測定用具が発売されるようになった。ステンレス製で厚さ1mm、巾15mm程の平板に0度から10度まで計測できるように加工を施してある。
使い方は用具の先端を遊技盤面に接面させ、n角に加工された用具の一面を釘の本体に接面させて計測する。ステンレスの他にプラスチック製であったり、スライド式角度調整用具等もある。
遊技盤面の釘配列及び装飾類の配設は、釘調整用具の使い易さまでは配慮していない盤面が多く、そのため角度ゲージが使えない箇所など多い。

### 風車ゲージ
近年は遊技盤面に取付けられる数が減っているものの、遊技盤面に必ず取付けてある装飾類の1つに風車がある。
風車は遊技球の流下速度に変化をもたらしたり、方向を変えるなど重要な役目を担っている。近年の遊技盤面は逆はかま釘下の風車から始動口までの距離が遠いため、勢いよく回る風車でないと遊技球が始動口に到達する前に死に球となる確率が高くなるなど、風車の回転状態が始動口入賞に影響を及ぼしている。
当然風車の取付き角度は始動口側へn%の球を送り、アウト側へn%の球を送るなどを目論んで調整される。風車本体が測定の邪魔になって用具の開発が遅れていたが、風車釘の根元にゲージの一方を差込み一方が風車釘の頭にあって風車釘の頂点のズレから計測する方法のゲージが開発された。
他方風車を軽く押さえて、物差し状の測定用具で風車の円板と遊技盤面との距離を測定して取付き状態を確認したり、ノギスのデプスバーを使って計測する用具が考案されている。

### 渡り釘ゲージ
統一ゲージの遊技盤を作る段階で開発されたゲージで、大阪の釘調整者が使っていたのをヒントに考案された。
使い方は数本から数十本の誘導釘の両端2本の釘を正確な角度に調整して、両端に挟まれた他の釘を調整した両端の釘より叩き上げてしまったところでゲージ板を両端の角度調整された釘に宛がい、両端に挟まれた調整していない釘をゲージ板まで叩き落として角度と列をそろえる方法。簡便で作業が早くなるが、強く叩きすぎると釘笠をゲージ板との衝突によって傷めてしまう危険があるのと、釘笠を調整の基準とするため釘本体の並びには少なからず凹凸が残る。
釘本体の並びの凹凸を減らす方法も考案されている。

## 釘調整の基礎理論
釘調整は釘の並びや形など美しさも求められるが遊技客が楽しめる釘にすることが基本。そして店舗や遊技客の利益の調和をはかる。
そのために大切なことが球の流下方向や量を変えること、つまり遊技盤の狙いの場所へn％の球を行かせて残りの(100-n)％をどこへ向かわせるか、言わば方向や量の比率を操作するのが釘調整である。確率の調整だから「絶対」は存在しない。また、釘調整は「逆も真」といえる。風車ゲージの項目で述べてあるように風車が勢いよく回ると球は始動口まで届くが回転の勢いを殺すことで始動回数を減らすこともできる。このように釘調整の全てに逆の作用があることを認識する柔軟な対応が求められる。

### 遊技台の傾斜
遊技台を店舗の島（台を1列に設置してある場所を島という）に設置する時「ネカセ」と言われる傾斜をつける事が0度から1度までの範囲で認められている。一般的に4分とか4分5厘の傾斜を付けると表現するが遊技台の下部を手前に12 - 13mm引っ張り出した状態で取付けるか、遊技台の上部を奥へ12 - 13mm入れた状態で取付けるかして傾斜が付けられている。
「ネカセ」の傾斜をつける事により球はガラス面側では無く、遊技盤面側を通る確率が高く成るので遊技球がガラス面に当たる確率は減る。
命釘は植設された根元が狭く釘笠側が広いのが一般的だが釘間巾の広いガラス面側を通る遊技球は盤面側を通る遊技球よりも賞球口や始動口へ入る確率が高くなる。
逆に渡りなどでガラス面側を通る球は釘間から落ちて始動口に届く前に死に球となる確率が高くなる。

### 流下球の動き1

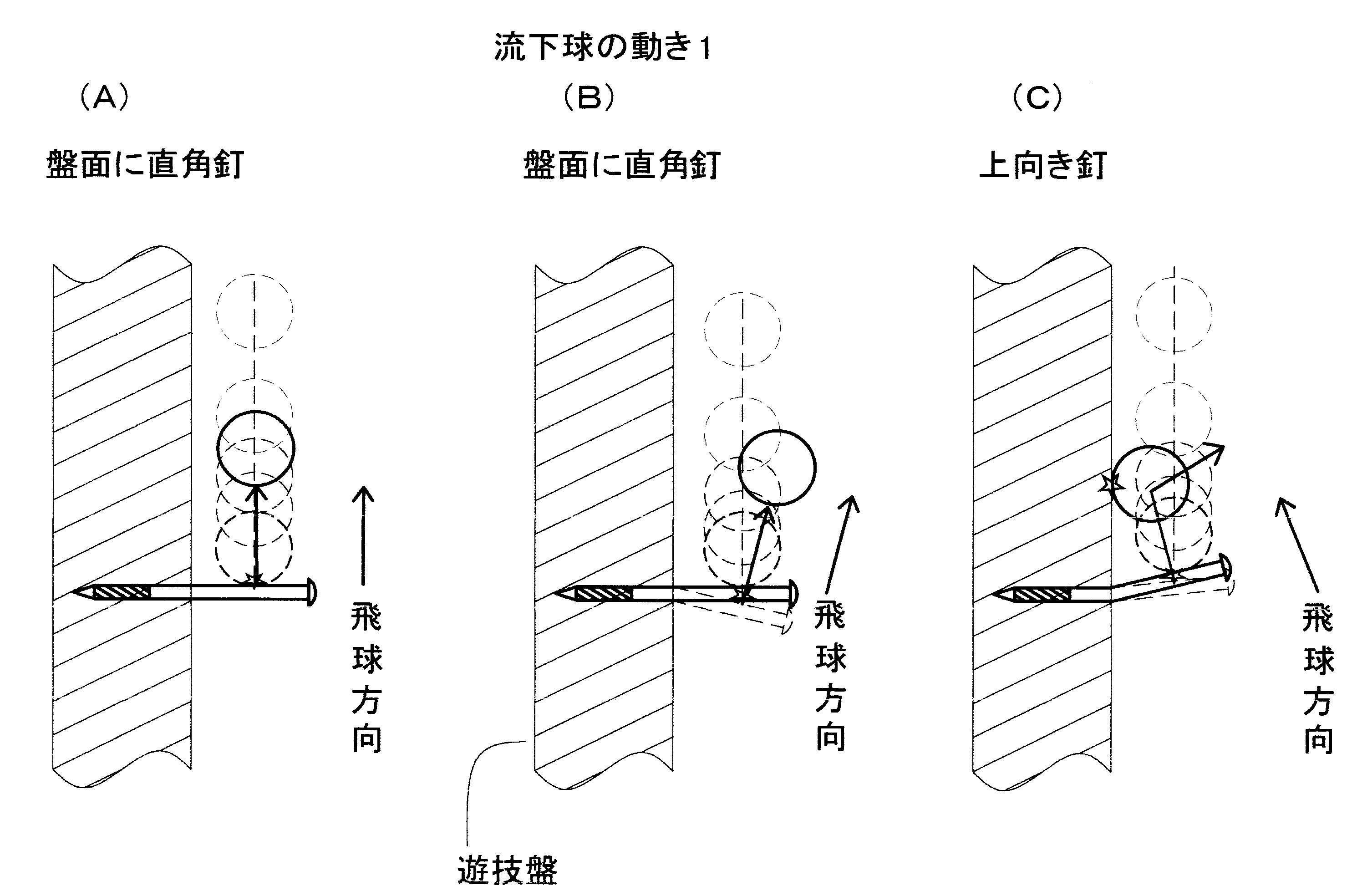
流下球の動き1

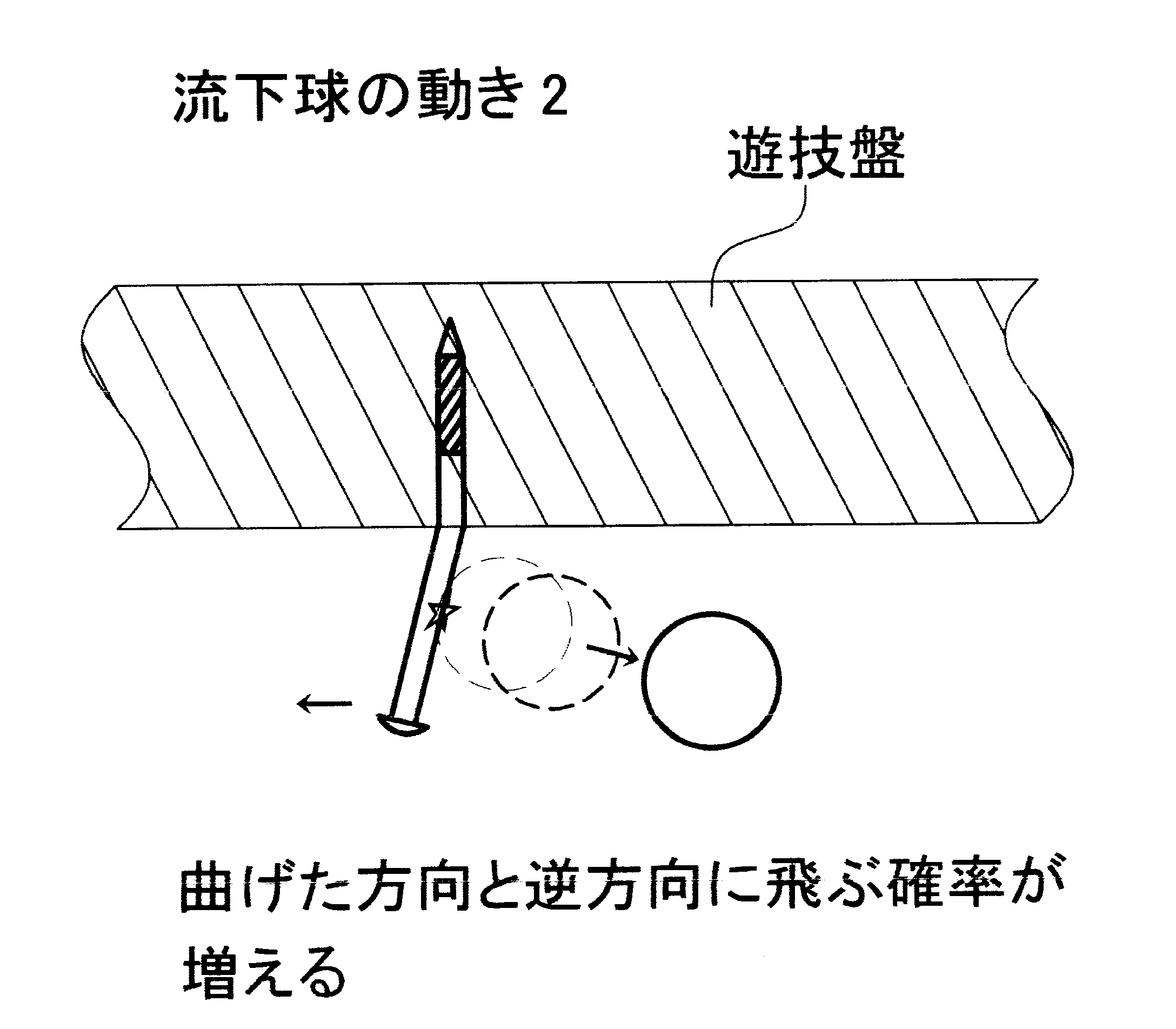
流下球の動き2

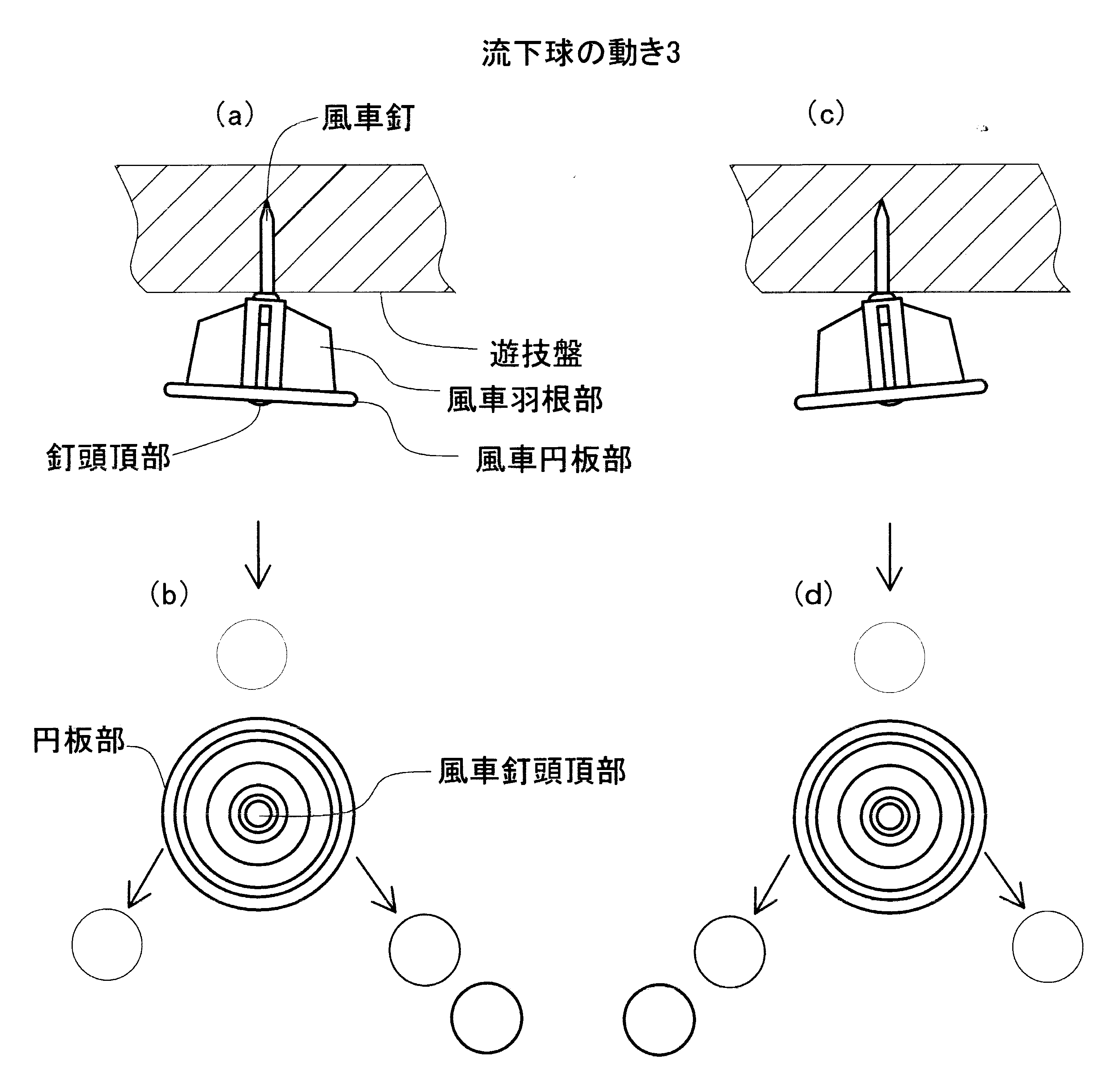
流下球の動き3風車

流下する球のスピードは千差万別だ、そのスピードによって球の飛ぶ方向が変化する。図、流下球の動き1の（A）と（B）では遊技盤面に直角に成るように釘が植設されているが垂直方向から球が流下して球の芯と釘本体の芯にぶつかったと仮定した時（A）で示す方向、真上に球が上がると思いがちだが釘がしなうため（B）で示すように少なからずガラス面方向へ飛ぶことになる。
遊技台を垂直に立てて試し打ちなどをした時に球がガラス面に当たってバチバチと音を発するのはこのような理由が考えられるが、釘のしなりが戻ってくるところで次の遊技球が流下してくると（A）で示すように真上に飛んだり遊技盤面方向へ飛んだりするので垂直方向から流下して球と釘の芯どうしでぶつかっても決して一定の方向へ飛ぶわけでは無いことになる。
（C）では釘を少し上向きに曲げてあるが狙いは遊技盤面側に多くの球を集めること。だが流下のスピードが早いと釘がしなうため真上に上がるとか盤面に当たってガラス方向へ飛ぶことになる。

### 流下球の動き2
図、流下球の動き2は遊技盤を垂直方向から見た様子で分かり易いように釘は左の方へ大きく曲げてある。このような釘へ遊技球が衝突したとき、球は曲げた方向の逆方向へ飛ぶ確率が増大する。目で見て分からない程度の角度調整でも垂直方向からの流下球は曲げた逆方向へ飛ぶ確率が高いと考えなくてはならない。

### 流下球の動き3風車
どの遊技機メーカーでも一般的に風車の羽根は3枚で大きさもほぼ同じ。風車も垂直方向から流下する球は曲げた方向の逆方向へ飛んでいく確率が高いと考えて結構だが単なる1本の釘の曲がりと違って不確実な要素を多く含んでいる。風車には羽根をはじめ凹凸がたくさんある。この凹凸の当たる場所によっては球の飛ぶ方向が変化する又、遊技球が風車に激しく衝突して左右いずれかの方向へ勢いよく回転しているときに緩い球が流下してきた場合などは風車の回転方向へと導かれる。
風車で遊技球の誘導方向の確率を高めたいときは風車の円板部を両手で持って力を加えて風車釘を曲げて調整する。
調整した後は必ず風車の回転状態を確認しなくてはならない。風車と遊技盤の接面部に摩擦が生じると前述の風車の項で説明したように球の勢いを殺してしまう結果を招いて曲げた効果を得られないことになる。
ただし「逆も真」なので釘調整者の意図するところが始動口周辺に多くの球を寄せているように見せるための調整なら回転状態の悪い方が命釘は大きく開けられることになる。
図、流下球の動き3では（a）で示すように風車の円板部を左に振ってある、このような場合には（b）で示すように右側へと流下する球が増える。逆に（c）のように円板部を右側に振ってあると（d）のように左側へと流下する球の確率が増える。

### 釘並びと角度の見方

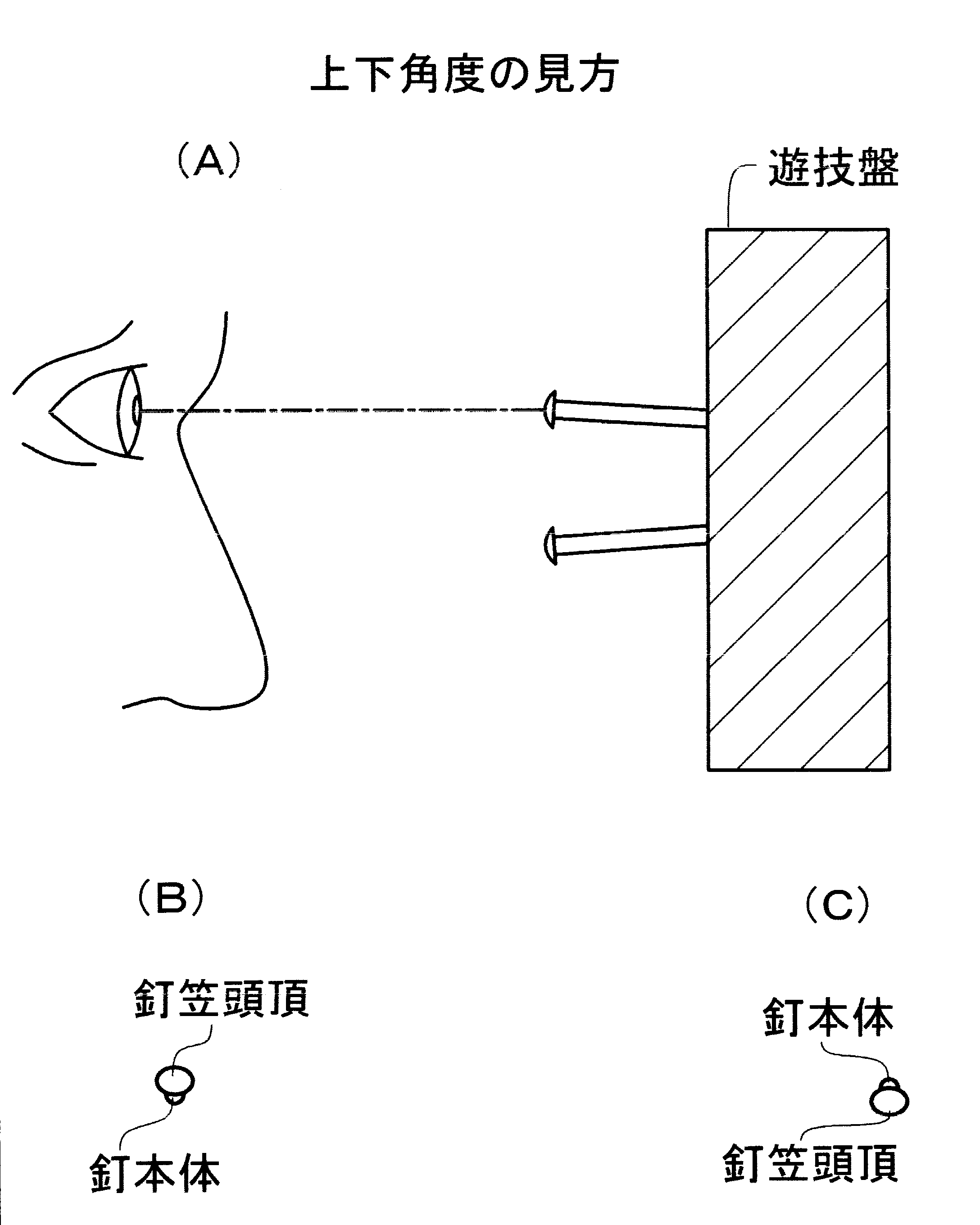
上下角度の見方

遊技釘の曲がりなど植設状態を確認するときは角度ゲージを使っての確認が最も良い方法だが角度ゲージを使わなくとも確認する方法がある。
特に連釘で始動口周辺に遊技球を誘導する釘は打込みの位置ずれがあるため角度ゲージで1本1本確認することがマイナスとなることもある。
釘は上下の曲がり具合の確認、左右の曲がり具合の確認、連釘の並びの確認などによって見方が違う。
先ず上下の上げ下げ角度の確認は慣れを要するが図、上下角度の見方（A）で示すように両目の眼で釘笠の頭頂部を捉え。釘笠に隠れて釘本体胴部の根元が見えない時には盤面に対して直角に植設されているかn度以内に収まっていると考えてよい。
ところが（B）で示すように釘笠の下に植設された釘の根元から本体胴部まで見えるようになると7度から9度の範囲で時計の12時方向へ曲がっている。（C）は逆に7度から9度6時方向へ下がっていることに成る。
釘笠にたいして釘の根元が見え隠れする境目がn度と覚えることによって釘を叩いた後から角度ゲージを宛がうことができるので作業効率が上がる。

### 左右振り釘の見方

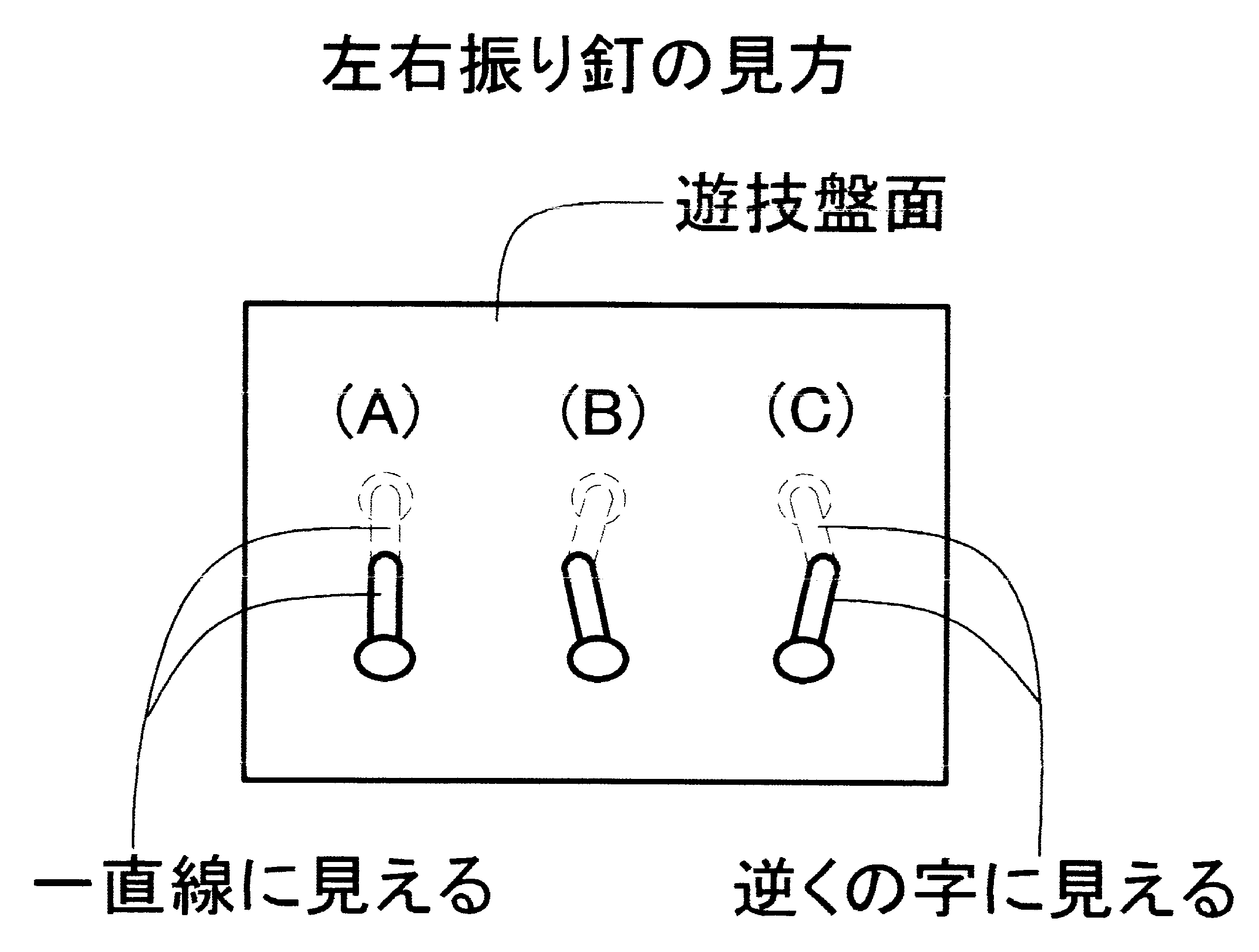
左右振り釘の見方

釘の左右への曲がり具合の確認には遊技盤面セルを鏡面に見立てて確認する。一般的に命釘や渡り釘、添え釘や逆ハカマの出口釘を省いて左右への振りは付けられていないので盤面セルを鏡面に見立てて確認する方法が効果的。
遊技盤面に対して左右直角に植設されているかどうかを確認する場合、植設されている釘の正面、上方から盤面セルを見て釘胴本体とセル鏡面が一直線に映る場合は直角に植設されていることが分かる。
（B）（C）に見られるように「くの字」や「逆くの字」に見えるようでは左右に数度曲がっている。必要ならハンマーで釘の頭を叩いて角度の修正をおこなう。

### 誘導釘並びの見方

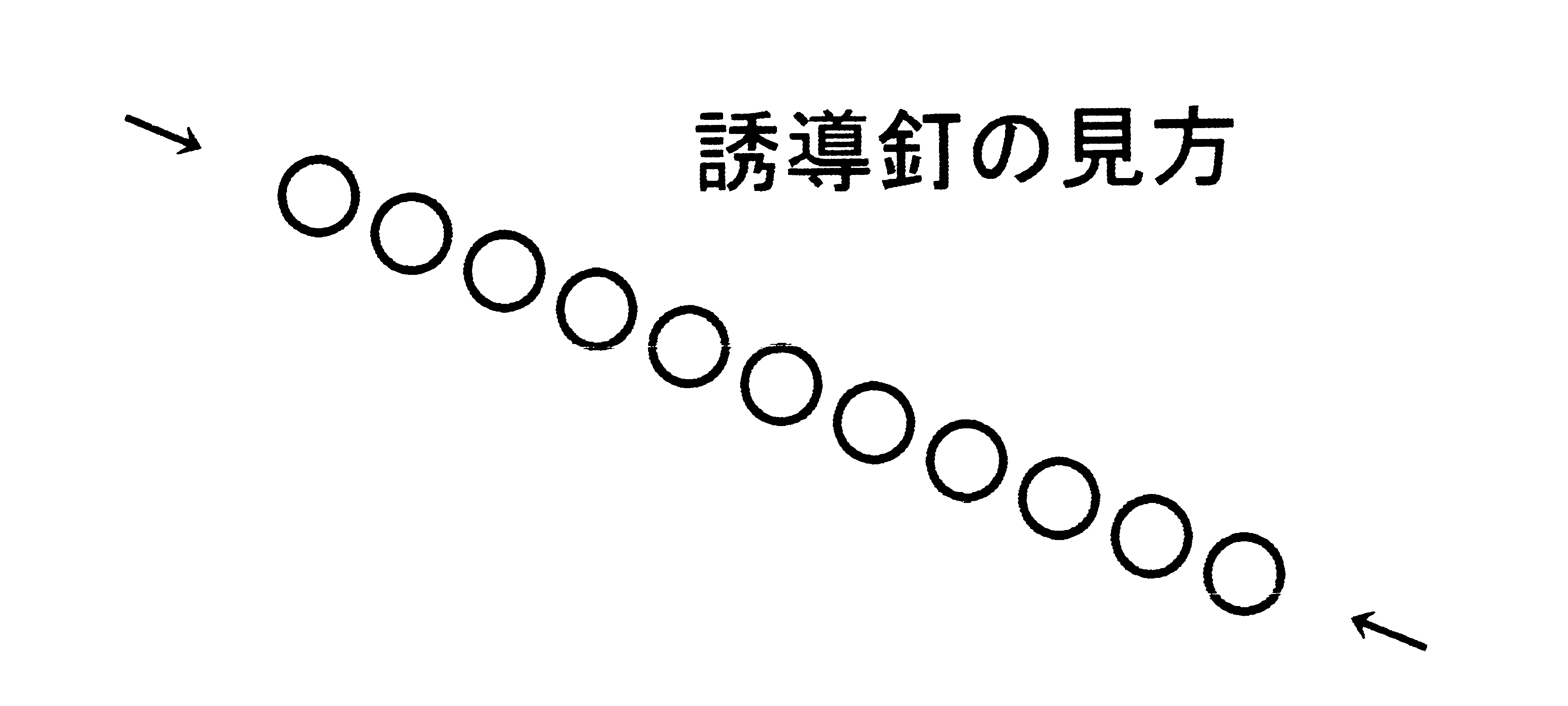
誘導釘の見方

誘導釘を数多く叩いて正面から見ていると感覚に狂いが生じてくる。正面からはなかなか正確に見えない並びの乱れも誘導釘の斜め下から見上げたり、斜め上から見下ろすことにより並びの凹凸をはっきりと捉えることができるので修正も簡単におこなえる。

### 釘に球道ができる

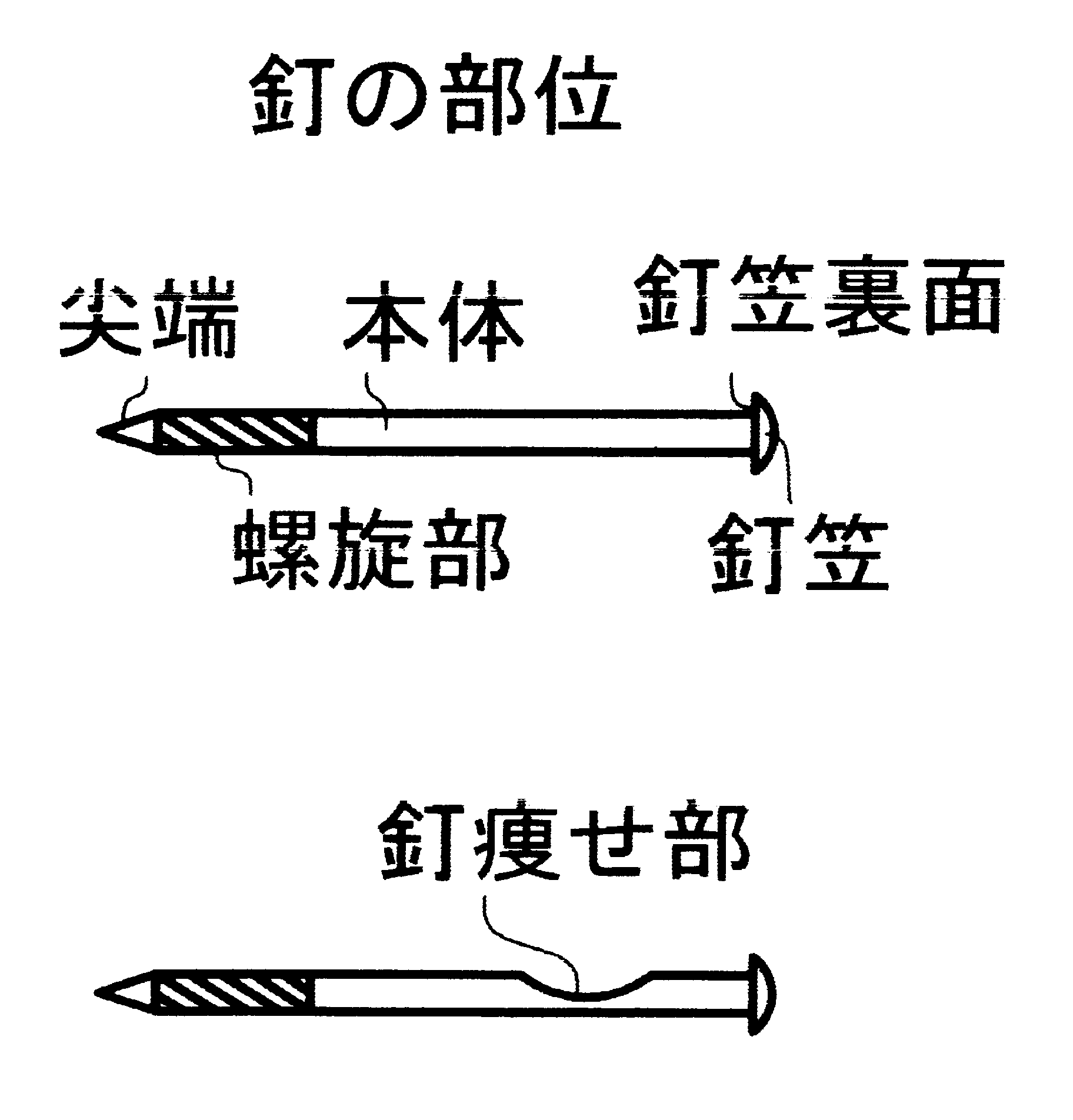
釘痩せ部

遊技客に人気の機種は撤去されることも無く数年間設置された状態になる。稼働が良いわけだから遊技球が繰返し通る釘は磨耗が進む。磨耗が進むと当然、釘が折れたりする。また、球は殆ど磨耗部分を通過することになる。
釘痩せは一般的に釘に球道ができたとか釘がヤセたと表現するが釘痩せが進むと釘調整しても効果を得られにくくなる。図、釘の部位の釘痩せ部で示したように磨耗が進む。この症状は天釘や誘導釘のみならず大小の差こそあれ全ての釘に発生する。
命釘の釘痩せに気づかないと閉めても閉めても効果が得られないので「ゴト」をやられているのではないかと善良な遊技客に対しても疑心の目で見ることになる。球ゲージも、板ゲージも釘痩せ部以外の箇所が計測部となることが多い。
釘痩せによる影響を解消するには警察署へ変更承認書を提出して承認を得た後に痩せた釘を新品釘に交換することにより解消することができる。

### プラスゲージとマイナスゲージ

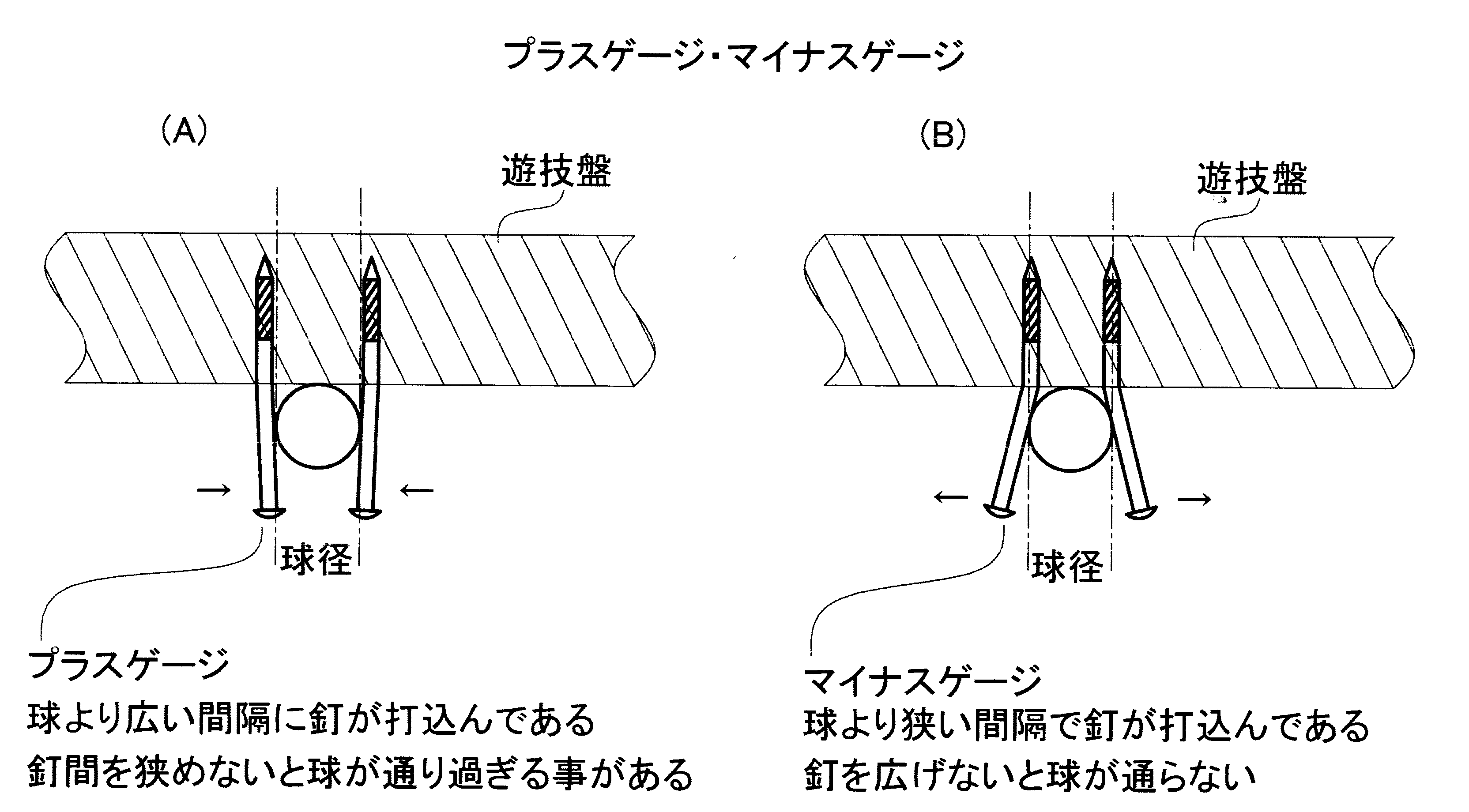
プラスゲージとマイナスゲージ

遊技機メーカーの基本ゲージの作りかたでプラスゲージとマイナスゲージが存在する。プラスゲージは図、プラスゲージ・マイナスゲージ（A）で示すように球径である11mmより大きな間隔で釘が植設されている。プラスゲージを閉めた時にはいかにも閉めましたというような形になることもあるから閉めるには球の寄りを減らすなどの工夫が必要だ。

マイナスゲージはプラスゲージとは逆に（B）で示すように球径11mmより狭い間隔で遊技釘が植設されている。この場合は釘間を開けないと球が通らない。見た目に釘笠が大きく開いているように見える。

## 遊技盤の問題点と統一ゲージ
近年における遊技盤は、先に紹介したベニア合板のほかに厚さ10mmのポリカーボネートの透明な合成樹脂を使った遊技盤が使われるようになった。
1996年に透明な板に釘を打ちつけてモニター画面上に装着する方法が考案され特許出願されたが、審査請求がなされなかったためみなし取り下げとなって、誰でも開発できるように成ったことから、遊技機メーカーによってポリカーボネートによる透明な板に釘を打ちつけた遊技盤が使われるようになった。透明盤の登場で全面液晶画面が可能となり遊技客の興趣を増大させることに成功している。

### ベニア合板製遊技盤
ベニア合板に釘を打ちつけた場合、釘の尖端は板の柔らかい方向へと逃げて打ち込まれるため、同一機種でも2台と同じ台を製作することができない現状がある。厳密に見たとき全ての台の釘はばらばらの状態といえる。そこで人の手によって基本ゲージに近くなるように修正されたものが各店舗に納入されるが、店舗では更に独自の基準を設けて釘の角度、渡りの巾など盤面の全ての釘を触って統一した状態で店舗に設置して開店を迎える。
こうした調整が統一ゲージと呼ばれる。これにより遊技客に同一の遊技機を提供することができるとの建前だが、遊技盤の製作段階で位置ずれした釘が打ち込まれているため『モアベター』な調整に止まっているといえる。

### ポリカーボネート製遊技盤
ベニア合板に比較して基本ゲージにほぼ忠実に仕上がるため、人の手を殆ど加えることが無く統一ゲージの製品が製作される。今後は数年でベニア合板に変わるものとして注目されるが、難点は釘を叩いた時の音の悪さで曲がったのか曲がっていないのか計測ゲージを当てるまで分かりづらいところである。又、ベニヤに比べると硬く釘が折れた際などでも釘抜きに手間がかかることがある。

## 背景と法的リスク
パチンコ台に打ち込まれた釘等の状態を各パチンコ店が独自に調整することは、厳密に言えば違法である。
元々パチンコ台は、風俗営業等の規制及び業務の適正化等に関する法律（以下「風適法」と略す）に定めのあるところにより、出玉率等が一定の基準内に収まっているものしかパチンコ店に設置することができない。実際には各都道府県の公安委員会で遊技機規則に基づいて保安通信協会等の「指定試験機関」による型式検定に合格を経て、公安委員会から認可を受けたもの、ということになるが、パチンコ店が独自に釘調整を行うということは、厳密に言えばこの型式検定時の釘の状態を変更することに他ならない。またその変更を行うことにより、明らかに台の性能に影響が出ることは避けられないことから、建前上は風適法第9条違反（公安委員会の承認を受けずに設備の変更を行う）として処罰の対象となる。
しかし、実際にはパチンコ店において釘調整が行われている。これは建前上「客が遊戯しておびただしい数のパチンコ玉が当たることで、釘が元の状態から変化してしまうが、風適法第12条に規定された設備技術基準適合維持規定があり、店のパチンコ台は公安委員会の遊技機規則をクリアした技術基準に適合するように維持しなくてはいけないため、店ではあくまで元の状態を維持するメンテナンスの範囲で行われている」ということになっている。釘調整はパチンコ店の経営戦略の要である出玉を管理する利益コントロールとも関連しているため、店では釘調整は日常的に行われている。釘調整は遊技機の認定及び型式の検定等に関する規則の「遊技くぎは、遊技板におおむね垂直に打ち込まれているものであること」という言葉の“おおむね”といった曖昧な表現が使われることによって、可能になっていると考えられている。
メーカー関係者がホールで釘調整を行う事は普通ない。釘調整は承認変更の出玉に関わる部分に当たるので事前申請に当たる。これに類する行為は風適法違反となるため。
この名目に従えば、一度実際の営業にパチンコ台が使われ始めた後は（メンテナンス目的以外での）釘調整を行うことは一切許されないことになる。ただ実際には営業開始後もパチンコ店の担当者（多くは店長クラスの人間）により営業時間外に釘調整が行われることが多い。よって営業時間中に当該パチンコ台に対し釘調整が行われているかどうかを確認することは現実問題として困難であった。そのため警察も、あからさまに釘を曲げるなどの行為が行われていない限り、各パチンコ店による釘調整を黙認せざるを得ない状態となっていた（逆に言えばあからさまに釘を曲げた場合は摘発対象となり、実際に摘発例もある）。
上記のように、あくまで釘調整は「本来違法だが黙認されている」ものに過ぎなかったため、当時でも釘調整を大っぴらに公表すると警察の指導・処罰の対象となる場合があった。事実、NHKスペシャル『新・電子立国』でパチンコをテーマに取り上げた際には、番組内でパチンコ店のグランドオープン初日の営業終了後に店長が各メーカーの担当者を集め釘調整を要求するシーンを放映したことから、ディレクターの相田洋が後に著書で明らかにしたところによれば、後日当該パチンコ店に警察の指導が入ったという。
ところが2015年に入り、警察庁生活安全局が「一般入賞口及び中央入賞口付近の釘調整が、型式試験時のものと大きく異なっている」ことを問題視するようになった。具体的には「店舗に設置されているパチンコ機を実際に試打し、その結果が型式試験時のベース値と大きく異なっている場合は、当該パチンコ機が不正改造されたものとみなす」という手法で不正な釘調整かどうかを判断するという基準を提示しており、これに基づき遊技産業健全化推進機構が同年6月より実際に実態調査を行っている。なお同機構では、調査開始から半年間については「自浄作用を促すため、不正な事例が見つかっても警察への通報は原則行わない」方針を明らかにしているが、福井県など一部の都道府県では機構の調査とは別に警察による立ち入り調査が行われている。また釘調整を巡っては、店舗だけでなくメーカー側にも処分が課せられる可能性があることを警察庁側では明らかにしている。